# Fains
Fains – miejscowość i gmina we Francji, w regionie Normandia, w departamencie Eure. Nazwa miejscowości pochodzi od łacińskiego fanum – "świątynia". 
Według danych na rok 1990 gminę zamieszkiwało 355 osób, a gęstość zaludnienia wynosiła 94 osoby/km² (wśród 1421 gmin Górnej Normandii Fains plasuje się na 567. miejscu pod względem liczby ludności, natomiast pod względem powierzchni na miejscu 786).